# Agrișu de Jos, Bistrița-Năsăud
Agrișu de Jos este un sat în comuna Șieu-Odorhei din județul Bistrița-Năsăud, Transilvania, România.

## Istoric

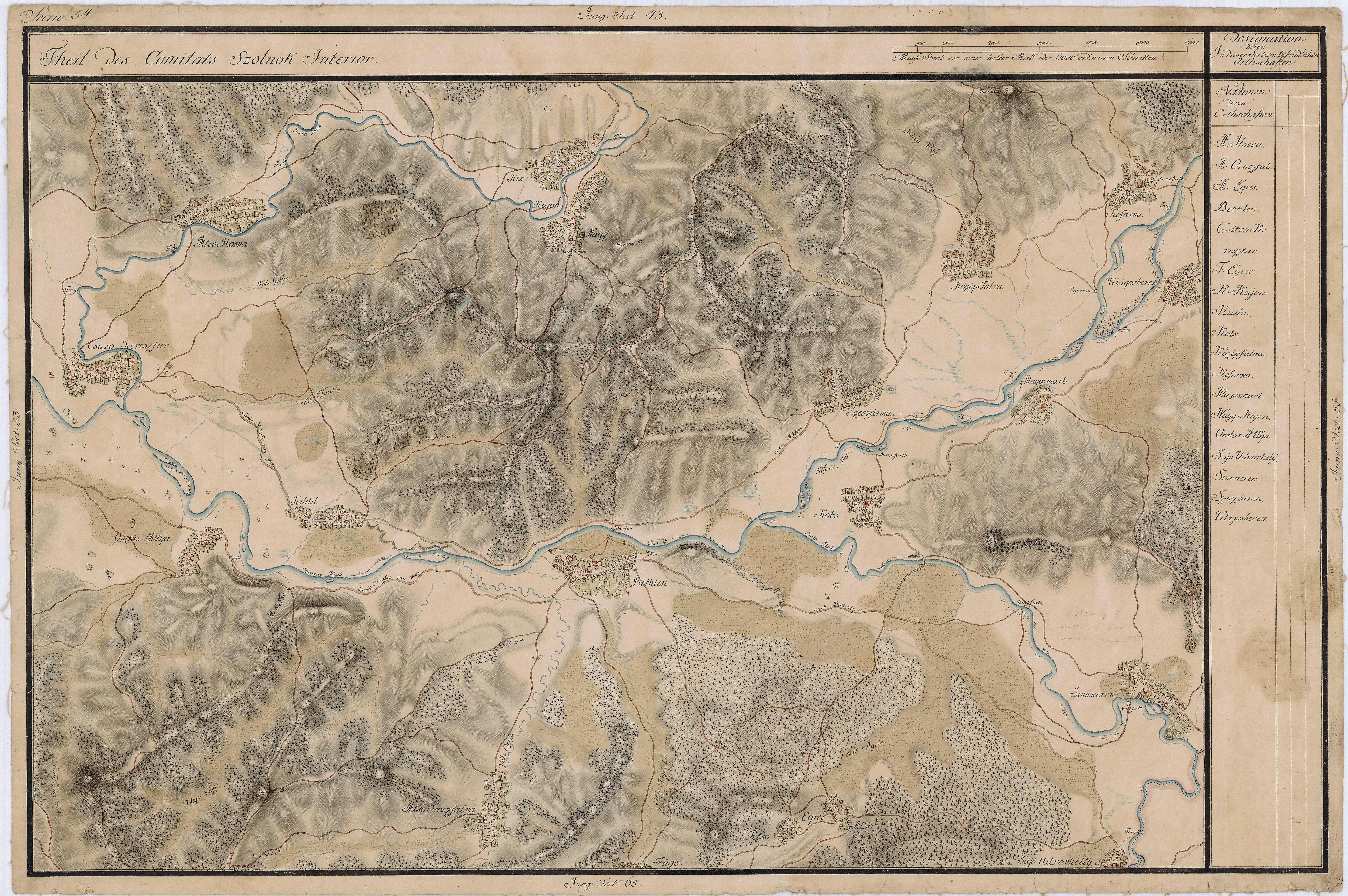
Agrișu de Jos în Harta Iosefină a Transilvaniei, 1769-73

Prima atestare documentară a satului este din 1408, când apare cu numele Egres. Satul Agrișu de Jos mai este amintit cu numele Olah-Egres în 1577, Egres în 1733, Egresu în 1839.